# Retrato del conde Stanislas Potocki
El Retrato del conde Stanislas Potocki es un gran retrato ecuestre de 1781 del mecenas, político y escritor Stanisław Kostka Potocki del pintor francés Jacques-Louis David. Fue pintado en Roma cuando el artista y el comitente se conocieron durante la estancia de David en la Villa Medicis después de ganar el primer premio en el Prix de Roma, y cronológicamente después de su San Roque intercediendo ante la Virgen por los enfermos de peste y antes de Belisario mendigando limosna. El formato ecuestre se debe a influencias de Rubens.
Potocki lo exhibió en el Palacio de Wilanów, su residencia cerca de Varsovia. La propiedad pasó a la familia Branicki en 1892. Durante la Segunda Guerra Mundial fue saqueado por las fuerzas alemanas, luego pasó a manos rusas soviéticas después de la guerra, antes de ser restituido a Polonia en 1956. Ahora se exhibe en el Museo que alberga el palacio del rey Juan III en Wilanów.